# Glaucidium tephronotum
Glaucidium tephronotum là một loài chim trong họ Strigidae.